# Hypuronector
Hypuronector è un genere estinto di rettile drepanosauro vissuto nel Triassico superiore, circa 221.5–205.6 milioni di anni fa (Norico) in quella che oggi è Formazione Lockatong del New Jersey. Il genere contiene una singola specie, la specie tipo Hypuronector limnaios. L'etimologia del nome si traduce come "nuotatore dalla coda profonda del lago", in riferimento alle sue presunte abitudini acquatiche ipotizzate dai suoi scopritori al momento della sua descrizione. Hypuronector è un drepanosauro, piccoli rettili arboricoli dotati di crani piccoli e simili a quelli degli uccelli, come Megalancosaurus. Hypuronector è un animale di piccole dimensioni, la cui lunghezza stimata in vita era di soli 12 centimetri. Sono noti decine di esemplari di Hypuronector, sebbene gli scienziati non abbiano trovato scheletri completi. Ciò rende i tentativi di ricostruire il corpo o lo stile di vita dell'animale altamente speculativi e controversi.

## Scoperta e denominazione
La specie tipo, e unica specie descritta, Hypuronector limnaios, venne nominata nel 2001 da Edwin Harris Colbert e Paul Eric Olsen. Il nome del genere significa "nuotatore dalla coda alta", dal greco hypo ossia "alto", oura "coda" e nektoor ossia "nuotatore", riferendosi al suo presunto stile di vita acquatico. Il nome era stato suggerito da Donald Baird negli anni '70 , in un periodo in cui i drepanosauri erano ancora un grande enigma e nessuno sapeva che stile di vita avessero. Olsen aveva segnalato la sua scoperta nella letteratura scientifica già nel 1979. Il nome specifico, limnaios significa "del lago" in greco, in riferimento all'origine del fossile in un deposito lacustre.
L'olotipo, AMNH 7759, è composto da scheletro privo di cranio rinvenuto nella cava di Granton. Sono stati assegnati diciotto esemplari al genere, tra cui un mandibola priva di denti. Il materiale fossile era già stato recuperato negli anni '50 e '60.

## Descrizione
Hypuronector era un piccolo animale, la cui lunghezza stimata era di soli 12 centimetri. Si conoscono decine di esemplari di Hypuronector, ma nonostante ciò, gli scienziati non hanno ancora trovato scheletri completi. Questo rende i tentativi di ricostruire il corpo o lo stile di vita di questo animale altamente speculativi e controversi.
Hypuronector aveva una testa piccola e appuntita all'estremità di un collo snello e allungato. Il corpo è molto largo al centro. Le zampe sono lunghe e sottili. La coda è relativamente corta ma molto alta e appiattita, i cui chevron inferiori si estendono notevolmente in una curva convessa, conferendo alla coda dell'animale un profilo a bandiera.

## Classificazione
Hypuronector è stato inserito tra i Drepanosauridae, come parente di Megalancosaurus, un rettile arboricolo coevo scoperto in Italia. Nel 2017, Pritchard e Nesbitt hanno utilizzato un'analisi filogenetica nella loro descrizione di Avicranium, un nuovo genere di drepanosauro. Questo studio ha scoperto che Drepanosauromorpha era uno dei primi gruppi divergenti di diapsidi nell'analisi, ancora più basale dei weigeltisauridi (come Coelurosauravus), dei tangasauridi (come Hovasaurus) e dei younginidi (come Youngina). Tuttavia, non sono stati recuperati così basali come Petrolacosaurus, uno dei diapsidi più antichi e primitivi conosciuti. Sebbene i drepanosauri siano noti solo dal Triassico superiore, questa nuova scoperta suggerisce che i primi membri del lignaggio drepanosauromorfo potrebbero essersi evoluti molto prima, nel Permiano, circa 260 milioni di anni fa.
Una versione aggiornata di questa analisi, pubblicata da Spiekman e colleghi (2025), ha recuperato gli enigmatici Longisquama e Mirasaura come drepanosauromorfi basali. La seguente topologia segue lo studio di Spiekman et al. (2025), con i nomi dei cladi che seguono gli studi di Renesto et al. (2010):
|  | Longisquama |
|  |             |
|  | Mirasaura   |
|  |             |

|  | Dolabrosaurus                                                |
|  |                                                              |
|  | Megalancosaurus                                              |
|  |                                                              |
|  | \| \| Avicranium \| \| \| \| \| \| Drepanosaurus \| \| \| \| |
|  |                                                              |
|  | Avicranium                                                   |
|  |                                                              |
|  | Drepanosaurus                                                |
|  |                                                              |

|  | Avicranium    |
|  |               |
|  | Drepanosaurus |
|  |               |

|  | Dolabrosaurus                                                |
|  |                                                              |
|  | Megalancosaurus                                              |
|  |                                                              |
|  | \| \| Avicranium \| \| \| \| \| \| Drepanosaurus \| \| \| \| |
|  |                                                              |
|  | Avicranium                                                   |
|  |                                                              |
|  | Drepanosaurus                                                |
|  |                                                              |

|  | Avicranium    |
|  |               |
|  | Drepanosaurus |
|  |               |

|  | Longisquama |
|  |             |
|  | Mirasaura   |
|  |             |

|  | Dolabrosaurus                                                |
|  |                                                              |
|  | Megalancosaurus                                              |
|  |                                                              |
|  | \| \| Avicranium \| \| \| \| \| \| Drepanosaurus \| \| \| \| |
|  |                                                              |
|  | Avicranium                                                   |
|  |                                                              |
|  | Drepanosaurus                                                |
|  |                                                              |

|  | Avicranium    |
|  |               |
|  | Drepanosaurus |
|  |               |

|  | Dolabrosaurus                                                |
|  |                                                              |
|  | Megalancosaurus                                              |
|  |                                                              |
|  | \| \| Avicranium \| \| \| \| \| \| Drepanosaurus \| \| \| \| |
|  |                                                              |
|  | Avicranium                                                   |
|  |                                                              |
|  | Drepanosaurus                                                |
|  |                                                              |

|  | Avicranium    |
|  |               |
|  | Drepanosaurus |
|  |               |

|  | Longisquama |
|  |             |
|  | Mirasaura   |
|  |             |

|  | Dolabrosaurus                                                |
|  |                                                              |
|  | Megalancosaurus                                              |
|  |                                                              |
|  | \| \| Avicranium \| \| \| \| \| \| Drepanosaurus \| \| \| \| |
|  |                                                              |
|  | Avicranium                                                   |
|  |                                                              |
|  | Drepanosaurus                                                |
|  |                                                              |

|  | Avicranium    |
|  |               |
|  | Drepanosaurus |
|  |               |

|  | Dolabrosaurus                                                |
|  |                                                              |
|  | Megalancosaurus                                              |
|  |                                                              |
|  | \| \| Avicranium \| \| \| \| \| \| Drepanosaurus \| \| \| \| |
|  |                                                              |
|  | Avicranium                                                   |
|  |                                                              |
|  | Drepanosaurus                                                |
|  |                                                              |

|  | Avicranium    |
|  |               |
|  | Drepanosaurus |
|  |               |

|  | Longisquama |
|  |             |
|  | Mirasaura   |
|  |             |

|  | Dolabrosaurus                                                |
|  |                                                              |
|  | Megalancosaurus                                              |
|  |                                                              |
|  | \| \| Avicranium \| \| \| \| \| \| Drepanosaurus \| \| \| \| |
|  |                                                              |
|  | Avicranium                                                   |
|  |                                                              |
|  | Drepanosaurus                                                |
|  |                                                              |

|  | Avicranium    |
|  |               |
|  | Drepanosaurus |
|  |               |

|  | Dolabrosaurus                                                |
|  |                                                              |
|  | Megalancosaurus                                              |
|  |                                                              |
|  | \| \| Avicranium \| \| \| \| \| \| Drepanosaurus \| \| \| \| |
|  |                                                              |
|  | Avicranium                                                   |
|  |                                                              |
|  | Drepanosaurus                                                |
|  |                                                              |

|  | Avicranium    |
|  |               |
|  | Drepanosaurus |
|  |               |

## Paleobiologia

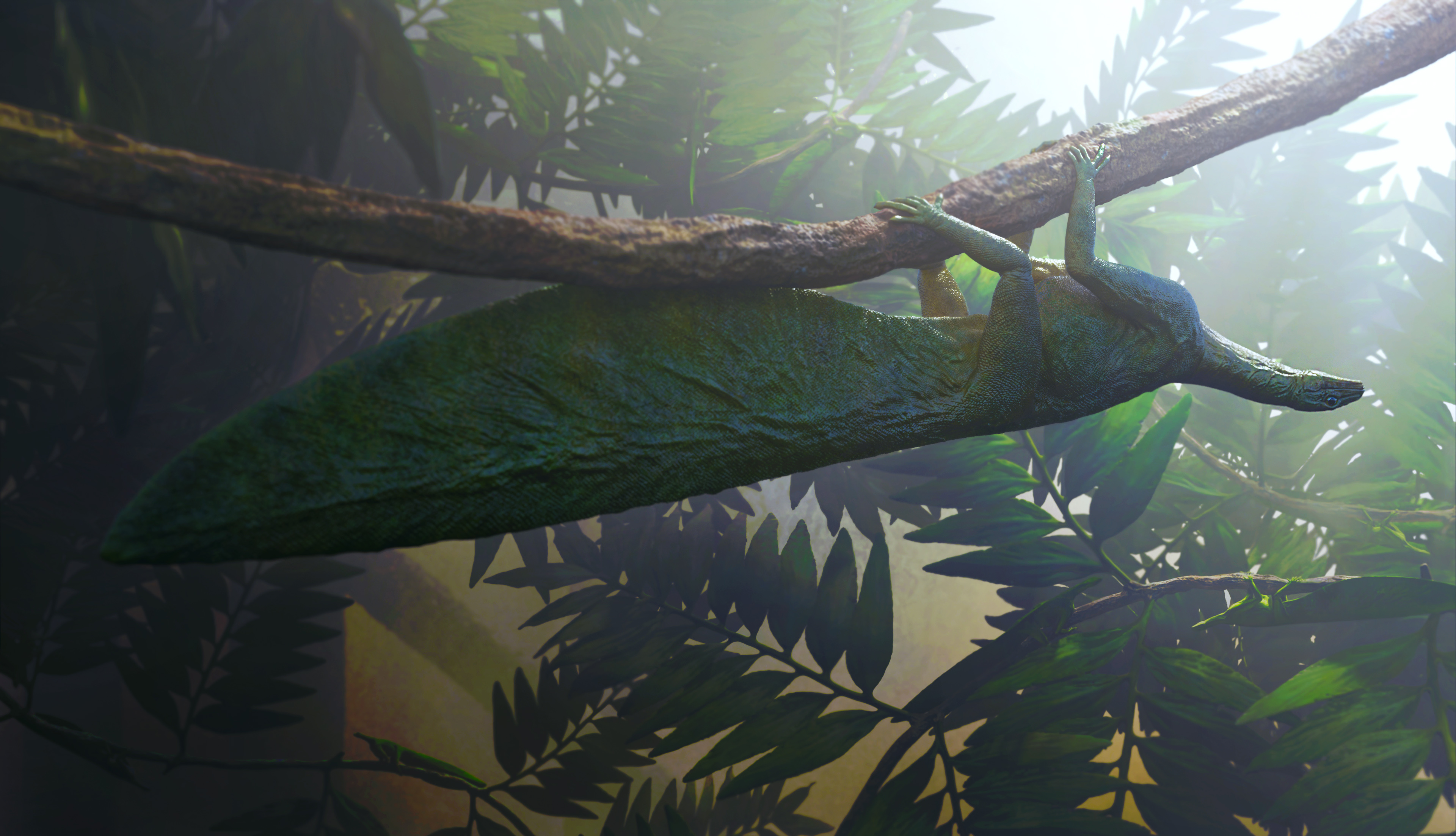
Ricostruzione artistica di Hypuronector, come rettile arboricolo

Nonostante la loro relazione evolutiva, alcuni scienziati hanno ipotizzato che Hypuronector potrebbe aver avuto una nicchia ecologica diversa rispetto agli altri drepanosauri. È stato a lungo accettato che Megalancosaurus fosse un animale arboricolo, simile a un camaleonte. Al contrario, è stato ipotizzato che Hypuronector fosse un animale acquatico per via della sua profonda coda simile a una pagaia, e del fatto che i suoi resti siano stati rinvenuti sul fondo di un antico lago. Tuttavia, diversi studi sulla morfologia degli arti, così come sulle vertebre della coda, che sono piuttosto delicate e prive di segni di un'estesa muscolatura caudale, escludono un'ipotesi acquatica, rimandando ad un più probabile stile di vita arboricolo come gli altri drepanosauri.
In un'ipotesi più estrema, è stato suggerito che Hypuronector potesse essere un animale planatore o addirittura volante, a causa delle proporzioni degli arti, in particolare degli arti anteriori allungati, che sono coerenti con un animale dotato di patagia, come uno scoiattolo volante.